# Cleanskin (film)
Cleanskin è un film del 2012 diretto da Hadi Hajaig.
Il film affronta la questione del terrorismo islamista nella Londra contemporanea, dal punto di vista sia dei soggetti che lo attuano, sia di chi li contrasta, non trascurando anche gli aspetti di strumentalizzazione politica del fenomeno. Il termine cleanskin che dà il titolo alla pellicola, sta ad indicare originariamente un agente di polizia impiegato per la prima volta come infiltrato. La stampa britannica, dopo gli attentati di Londra del 7 luglio 2005 ha preso ad usare questo termine in riferimento ad attentatori che, come in quel caso, non erano stati segnalati come potenziali terroristi né mai schedati.

## Trama
A Londra, Ewan è un agente dei servizi segreti britannici, segnato dal lutto per la prematura morte di sua moglie e inaridito dalla violenza che il suo lavoro gli comporta.
Scortando Harry, un produttore di armi che si sta recando in banca con una valigetta contenente Semtex, è assalito da due uomini armati che aprono il fuoco seminando il panico tra la folla. Ewan uccide uno dei due ma non riesce ad impedire che l'altro, Ash, uccida Harry e trafughi la preziosa valigetta. Subito dopo l'esplosivo è consegnato ad un altro ragazzo che, indossato un giaccone imbottito con lo stesso, si fa esplodere in un affollatissimo ristorante londinese causando una strage.
Siamo a pochi giorni dalle elezioni e i superiori di Ewan, affiancandogli il giovane agente Mark, gli ordinano di fare fuori tutti i terroristi coinvolti in questi fatti, precisando che si tratterà di un'operazione che risulterà segreta agli stessi Servizi Segreti.
Ewan esegue gli ordini ma in un caso sembra aver ucciso la persona sbagliata. Charlotte, il suo superiore, lo rassicura sul fatto che abbia svolto bene il suo dovere e, ordinandogli di andare avanti si premura di ricordargli di far scomparire tutte le possibili prove che lo possono collegare a queste operazioni.
Intanto Ash incontrando una sua vecchia fidanzata ripensa a quello che era solo fino a pochi anni prima. Da cittadino inglese, studente di legge, ha sposato la causa fondamentalista sotto l'influenza del carismatico Nabil e ora, nonostante qualche perplessità, è pronto ad immolarsi in una missione suicida. Ewan, ormai da tempo sulle sue tracce, uccide Ash prima che si possa far saltare in aria durante un banchetto nuziale, ma nulla può contro una valigetta-bomba che immediatamente dopo sembra supplire all'esplosione appena sventata.
Persuasosi che qualcosa di grosso sia stato ordito alle sue spalle, dato che anche il collega Mark aveva avuto ordine di eliminarlo, Ewan rovista tra gli effetti personali dell'uomo che aveva ucciso ingiustamente e trova la chiave di una cassetta che contiene dei documenti che provano che il suo superiore era al corrente di tutti gli attentati e si è servita degli stessi per i propri disegni politici.
Recatosi allora da Charlotte, Ewan le svela quanto ha scoperto e, non riscontrando nessun tipo di pentimento né alcuna giustificazione o scusa, la uccide simulandone il suicidio.

## Produzione
L'opera audiovisiva è una produzione interamente britannica.
Il lungometraggio è prodotto da The UK Film Studio plc, in collaborazione con The Salt Company, ed è stato girato nel formato panoramico 1,78:1 (meglio conosciuto come 16:9) a Londra.
Hadi Hajaig è l'autore del lungometraggio: è infatti accreditato come regista, soggettista, sceneggiatore, produttore e montatore del film.

## Distribuzione
L'edizione originale del film, realizzata in lingua inglese, è stata distribuita nelle sale cinematografiche del Regno Unito, per alcune settimane, a partire dal 9 marzo 2012. Successivamente, il film è stato esportato in altri Paesi.
L'edizione in lingua italiana del film, come altre edizioni europee, non è stata distribuita nelle sale cinematografiche, bensì direttamente nel mercato home video, in due diverse edizioni: in DVD-Video, adattabile a qualsiasi tipo di televisore, e in Blu-ray Disc, fruibile solo con apparecchio abilitato alla visione in HD.
L'edizione in lingua italiana di Cleanskin è stata realizzata da Rai Cinema ed è stata distribuita da 01 Distribution sia per il mercato home video sia per i diritti di trasmissione attraverso i canali televisivi.
La Warner Bros. ha invece distribuito il film negli Stati Uniti d'America e in altri Paesi anglofoni.

## Cast
Gli attori protagonisti sono: Sean Bean nel ruolo di Ewan, Charlotte Rampling nel ruolo di Charlotte McQueen, e Abhin Galeya nel ruolo di Ash.
Nel cast sono presenti anche Shivani Ghai nel ruolo della prostituta Rena, Sam Douglas nel ruolo dell'industriale bellico Harry, Shane Zaza nel ruolo di Adel. Partecipano inoltre James Fox (Scott), Tom Burke (Mark), Tuppence Middleton (Kate), Peter Polycarpou (Nabil).

## Accoglienza
Secondo la valutazione di Sky Cinema, l'opera è un action thriller davvero ben riuscito e l'autore Hajaig ha saputo proporre due prospettive opposte e diverse ai telespettatori.
La rivista Empire ha descritto l'opera come un thriller brutale sottolineando il livello del tasso di violenza presente in questo lungometraggio e il tipo di impostazione narrativa scelto dall'autore dell'opera.